# باشگاه فوتبال خرواتسکی دراگوولیاتس
باشگاه فوتبال خرواتسکی دراگوولیاتس (انگلیسی: Football Club Hrvatski dragovoljac؛  [xř̩ʋaːtskiː]) یک باشگاه فوتبال در شهر زاگرب، کرواسی است. این باشگاه که در سال ۱۹۷۵ تأسیس شده سابقه یک مقام سومی در لیگ دسته اول فوتبال کرواسی را دارد.